# Lubomirski

Wappen des Fürstengeschlechts Lubomirski (Szreniawa ohne Kreuz)

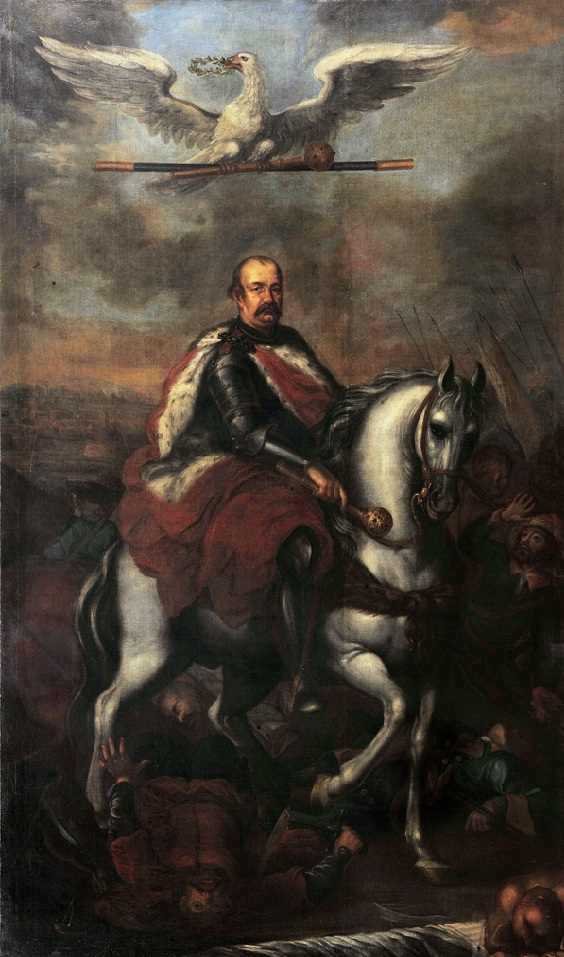
Fürst Jerzy Sebastian Lubomirski

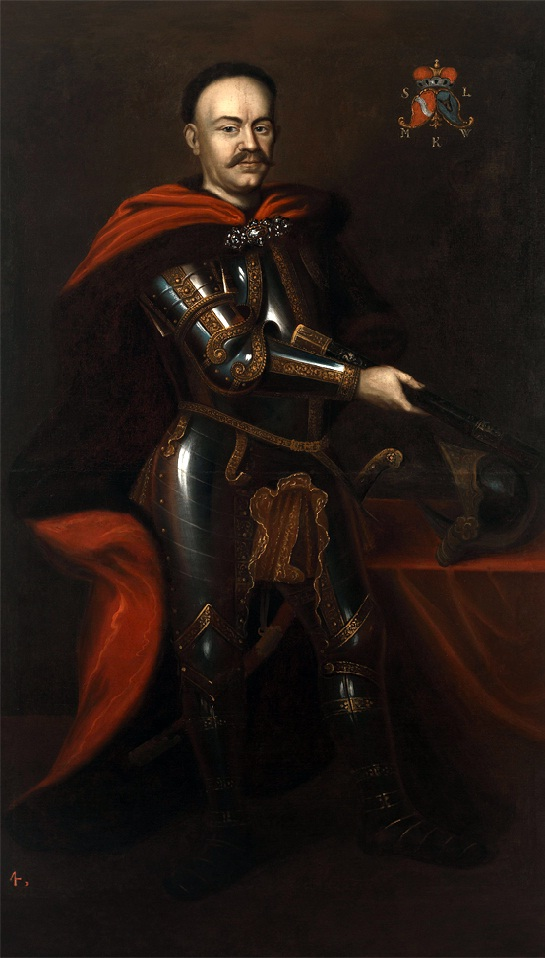
Fürst Stanisław Herakliusz Lubomirski

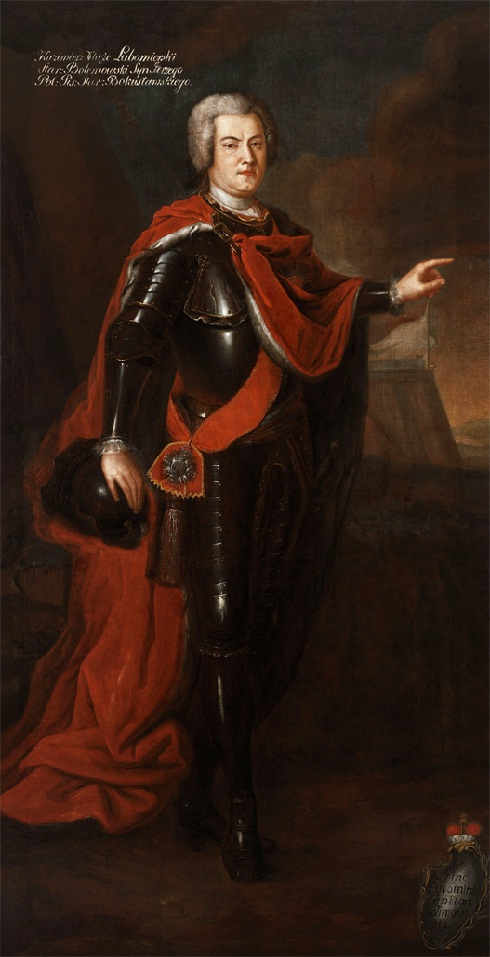
Fürst Jan Kazimierz Lubomirski

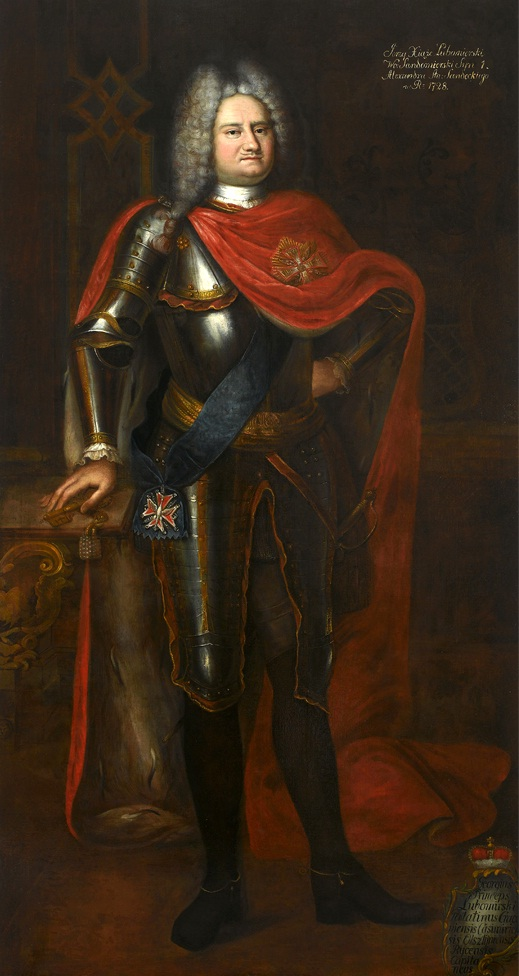
Fürst Jerzy Aleksander Lubomirski

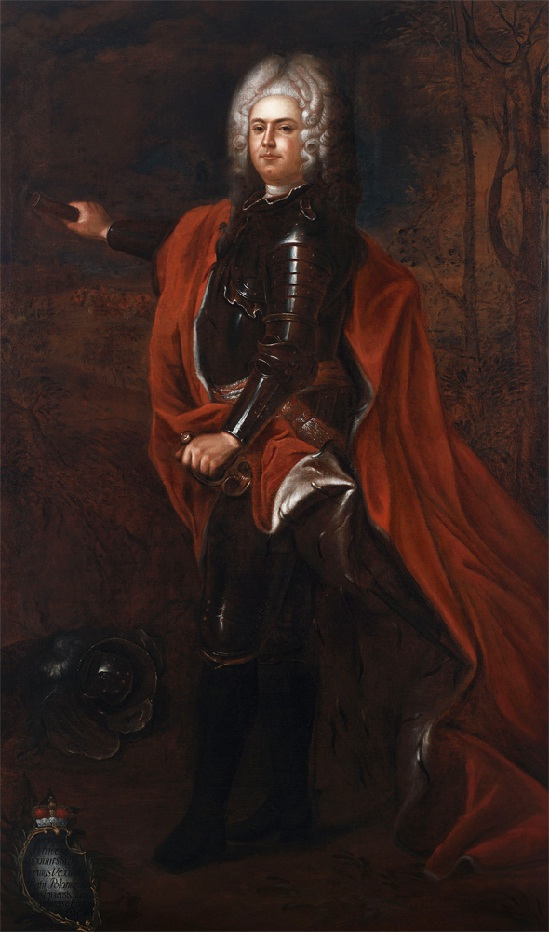
Fürst Jerzy Ignacy Lubomirski

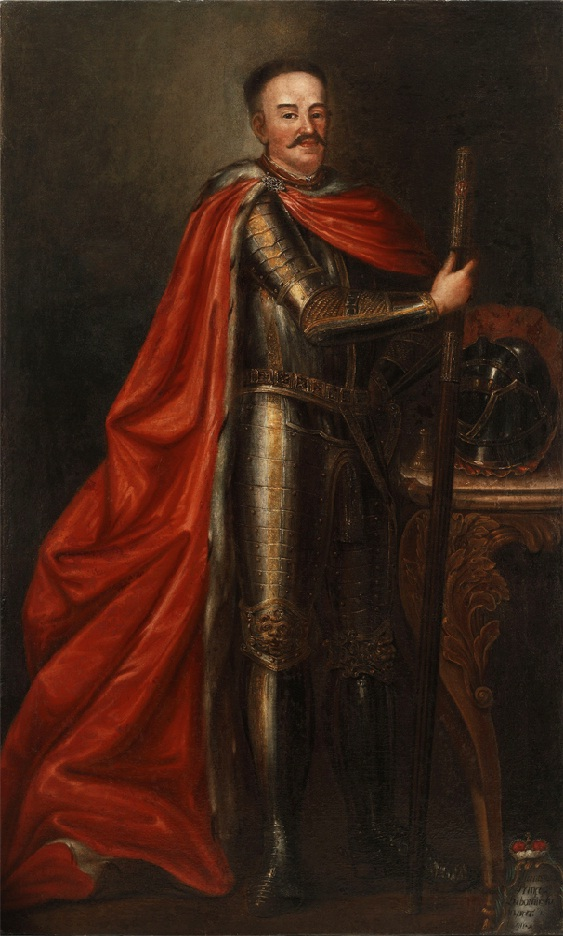
Fürst Stanisław Herakliusz Lubomirski

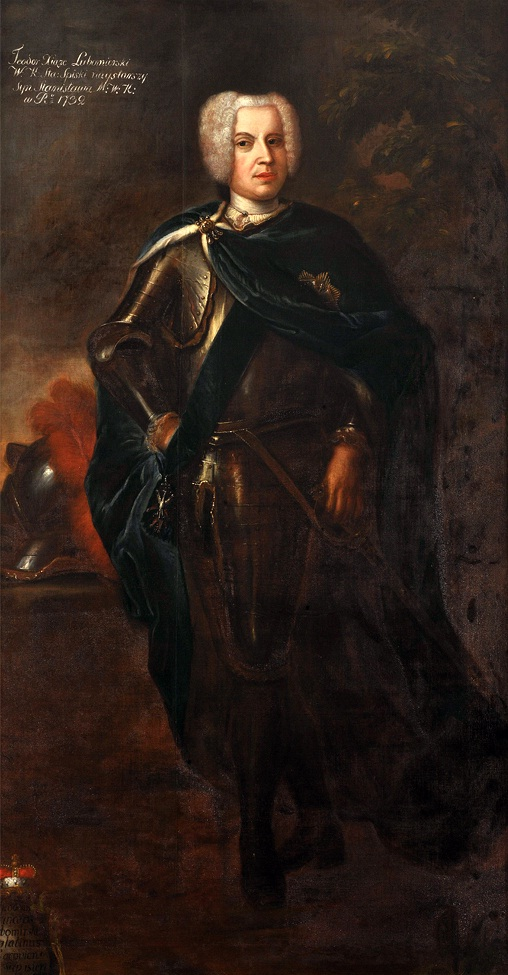
Fürst Teodor Lubomirski

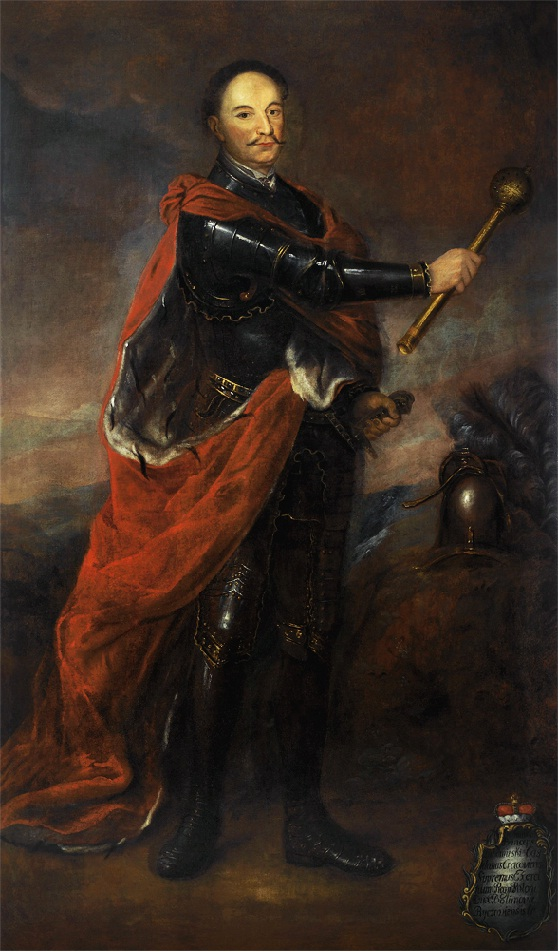
Fürst Hieronim Augustyn Lubomirski

Lubomirski ist der Name eines bedeutenden polnischen Hochadelsgeschlechts.

## Geschichte der Fürstenfamilie Lubomirski
Lubomirski – polnische Fürsten mit dem Wappen Szreniawa ohne Kreuz.

## Herkunft und Wappen der Familie
Das Geschlecht der Fürsten Lubomirski ist seit dem 10. Jahrhundert Teil der Geschichte Polens. Die erste Theorie über die Herkunft der Familie, die von dem polnischen Heraldiker Adam Boniecki stammt, nimmt an, dass es zwei Geschlechtszweige gab. Der erste Zweig siedelte sich am Fluss Szreniawa im Kreis Proszowice, der zweite im Kreis Szczyrzyce an. Das Datum der Teilung der Sippe ist nicht bekannt, aber wahrscheinlich geschah sie vor der Annahme des Christentums durch Polen. Die am Fluss Szreniawa lebenden Szreniawiten verband ein gemeinsames Wappen, das bedeutet, dass sie auch die gleichen Vorfahren hatten. Während der Zeit der Herrschaft von Mieszko I. bewiesen die Mitglieder dieser Familie Tapferkeit im Kampf mit Heiden. Für diese Heldentat wurden sie mit Ritterwürde und Wappen ausgezeichnet. Das Adelswappen Drużyna (Szreniawa ohne Kreuz) stellt die Schleifen des Flusses Szreniawa in Form eines weißen Buchstabens S auf rotem Feld dar. Mit dem Motto Patriam Versus (auf die Heimat gerichtet) wird dieses Wappen von den Vertretern der Familie bis heute verwendet.
Der Urheber der zweiten Theorie über die Herkunft des Geschlechts ist der Mediävist Władysław Semkowicz. Im Artikel „Drużyna i Śreniawa. Studyum heraldyczne“ schreibt er, dass die Familie die Ufer des Flusses Szreniawa im Kreis Szczyrzyce bewohnte, also auf einem von den Bächen: Raba, Stradomka mit dem Bach Trzciański, Łososina und Krzyworzeka umgrenzten Gebiet. Semkowicz beschreibt, dass sich dort das ursprüngliche Sippenterritorium der Drużynniten befand (Vorfahren der Geschlechter Lubomirski, Wieruski, Rupniewski und Lasocki). Seiner Meinung nach stellt das Wappen nicht die Flussschleifen, sondern „Krzywaśń“, also einen gebogenen Stab dar – das Attribut säkularer oder bischöflicher Gewalt. Das würde bedeuten, dass die Sippe mehrere Jahrhunderte vor der Annahme ihres Namens wichtige, mit Herrschaft verbundene Funktionen erfüllte.
Die weitere Geschichte des Geschlechts der Szreniawiten oder Drużynniten ist eng mit dem Hof der Piast-Herrscher verbunden. Einer von ihnen war Kanoniker am Wawel-Hof. Die Personen, die sich dieses Wappens bedienten, gehörten zum inneren Kreis um König Bolesław Śmiały – seinen Leibwächtern, was der berühmteste polnische Chronist Jan Długosz in „Roczniki czyli Kroniki sławnego Królestwa Polskiego“ erwähnt. Die älteste Urkunde, die das Geschlecht Lubomirski betrifft, stammt aus dem 11. Jahrhundert. Es handelt sich um eine Vermögensteilung, die im Jahre 1682 in Krakau oblatiert (in die Bücher eingetragen) wurde. Das Original ist nicht erhalten geblieben. Es findet sich nur eine Erwähnung aus diesem Jahr in der Kronmetrik. Die nachfolgenden Mitglieder des Geschlechts waren Bischöfe, die zentrale Funktionen am Hof der Piasten erfüllten, ihre Vermögen ausbauten und in Landgüter investierten, hauptsächlich in Kleinpolen. Jakub Lubomirski hatte im 14. Jahrhundert das Amt des Stadtschreibers inne.

## Grundlagen ökonomischer Macht
Als Vorläufer des Geschlechts Lubomirski, welches sich von der Sippe der Szreniawiten absonderte, gilt Piotr (verst. 1480), Gutsherr von Lubomierz, der Ortschaft, von der er den Namen annahm. Die Familie schuf ihre wirtschaftlichen Grundlagen auf der Ausbeutung der Salzbergwerke in der Krakauer Woiwodschaft. Die Bergwerkschächte wurden von den Herrschern Polens verpachtet. Die Vertreter der Familie Lubomirski gründeten auch ihre eigenen Bergwerke in der Woiwodschaft Małopolska (Kleinpolen). Der Urheber der ökonomischen Macht war Sebastian (ca. 1546–1613), der im Jahre 1581 zum Krakauer Salzgrafen wurde. Es war das erste hauptstädtische Amt, das von einem Vertreter der Familie ausgeübt wurde. Sebastian nutzte bei der Amtsübernahme die Unterstützung des Königs Stefan Batory. Sebastian erhielt im Jahre 1595 von Kaiser Rudolf II. den Titel Fürst zu Wiśnicz, 1591 trat er als der Landrat von Małogoszcz dem Senat bei. Er öffnete den privaten Salzschacht „Kunegunda“ in Siercza, der zirka 100 Jahre ausgebeutet wurde.
Die durch den Salzhandel gewonnenen Gelder ermöglichten den Vertretern der Familie die Gewährung von Darlehen selbst für die reichsten Personen im Lande. Dies ermöglichte den weiteren Erwerb von Land oder dessen Übernahme von nicht zahlungsfähigen Schuldnern. Die Familie verbesserte über mehrere Generationen ihre ökonomische Lage und vergrößerte dadurch ihr schon jahrhundertelang gehaltenes Vermögen.

## Residenzen
Die ältesten Erwähnungen über Lubomierz – die Heimatortschaft – wurden im Jahre 1398 aufgezeichnet. Das Landgut, das zuerst aus den Dörfern Gdow und Szczyrzyce bestand und sich schon im 13. Jahrhundert im Besitz der Familie befand, erweiterte sich bedeutend. Im 17. und 18. Jahrhundert umfasste es unter anderem schon Lubomierz, Nowy Wiśnicz, Bochnia, Wieliczka, Łańcut, Baranów Sandomierski, Puławy, Rzeszów, Równe, Tarnów, Jarosław, Przeworsk und Janowiec an der Weichsel. Bis heute ist das Schloss in Nowy Wiśnicz Eigentum des Familienvereins Lubomirski. Viele Anwesen befanden sich auf dem Gebiet der größten polnischen Städte: Warschau, der Lubomirski-Palast, der heutige Präsidentenpalast, weiter z. B. Mokotów, Ujazdów, Czerniaków, Krakau (Wola Justowska, Kamienica Pod Baranami [Haus zum Widder]), Rzeszów (Schloss), Sandomir oder Lemberg. Das Prestige wurde durch das Unterhalten von Residenzen in Dresden, Wien und Paris betont. Die Familienmitglieder wurden „Besitzer des Ufers des Flusses Dniepr“ genannt, weil sich ein Großteil ihrer Besitztümer auf dem Gebiet der heutigen Ukraine und der Slowakei befand. Die Familie Lubomirski hatte politischen, militärischen und ökonomischen Einfluss, der sich vor allem in den Woiwodschaft Krakau, Sandomierz, Stanisławów und der ruthenischen Woiwodschaft konzentrierte, um in späterer Zeit das ganze Gebiet der Republik beider Nationen zu erfassen. Diesen Besitzstand blieb ihnen bis zum Zusammenbruch des polnischen Staates erhalten. Damals wurden der Familie viele Landgüter als Folge der Sanktionen für die Unabhängigkeitsbewegung entzogen.

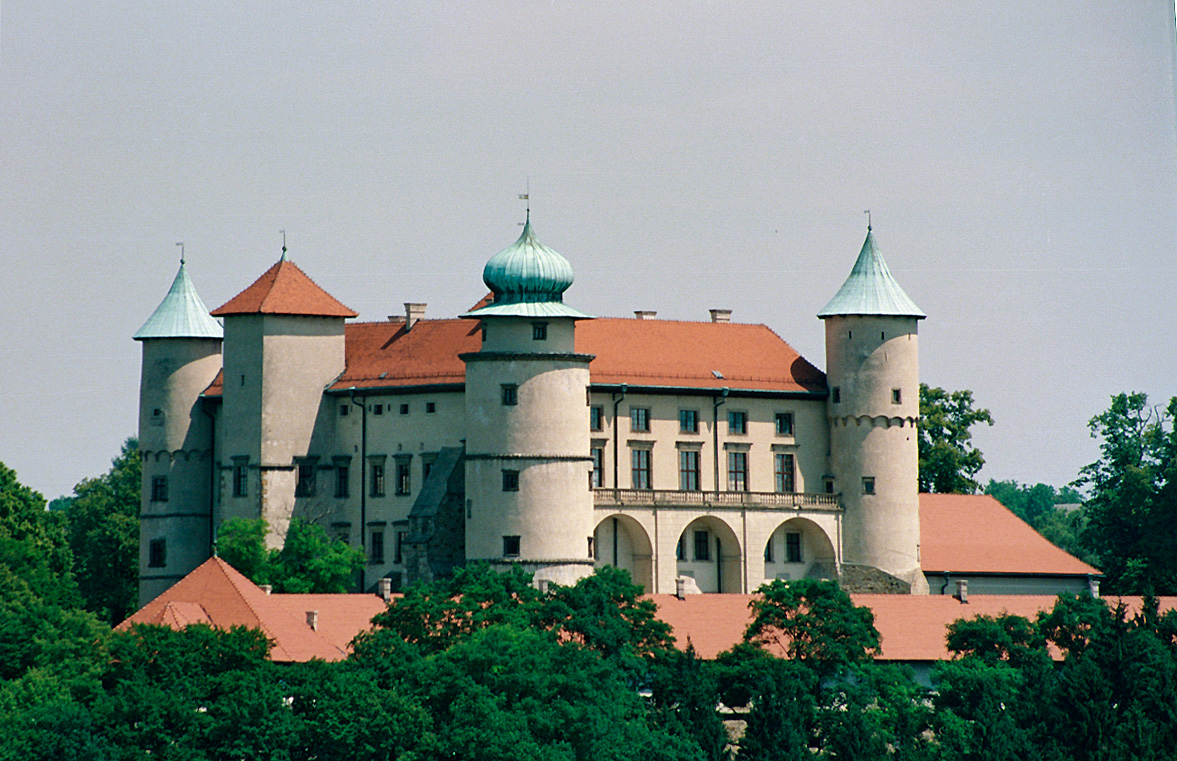
Nowy Wiśnicz (heute Eigentum des Familienvereins)
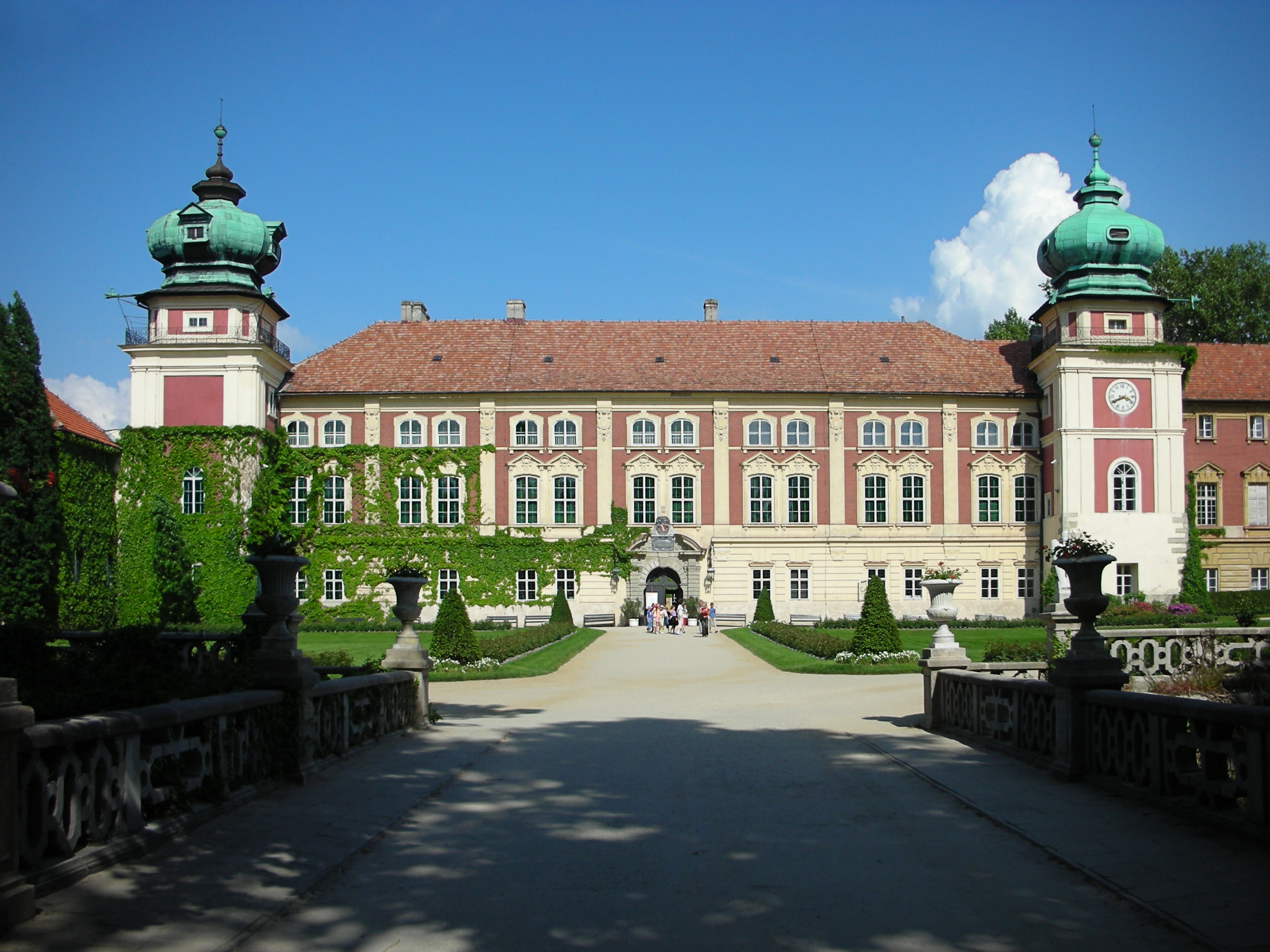
Łańcut
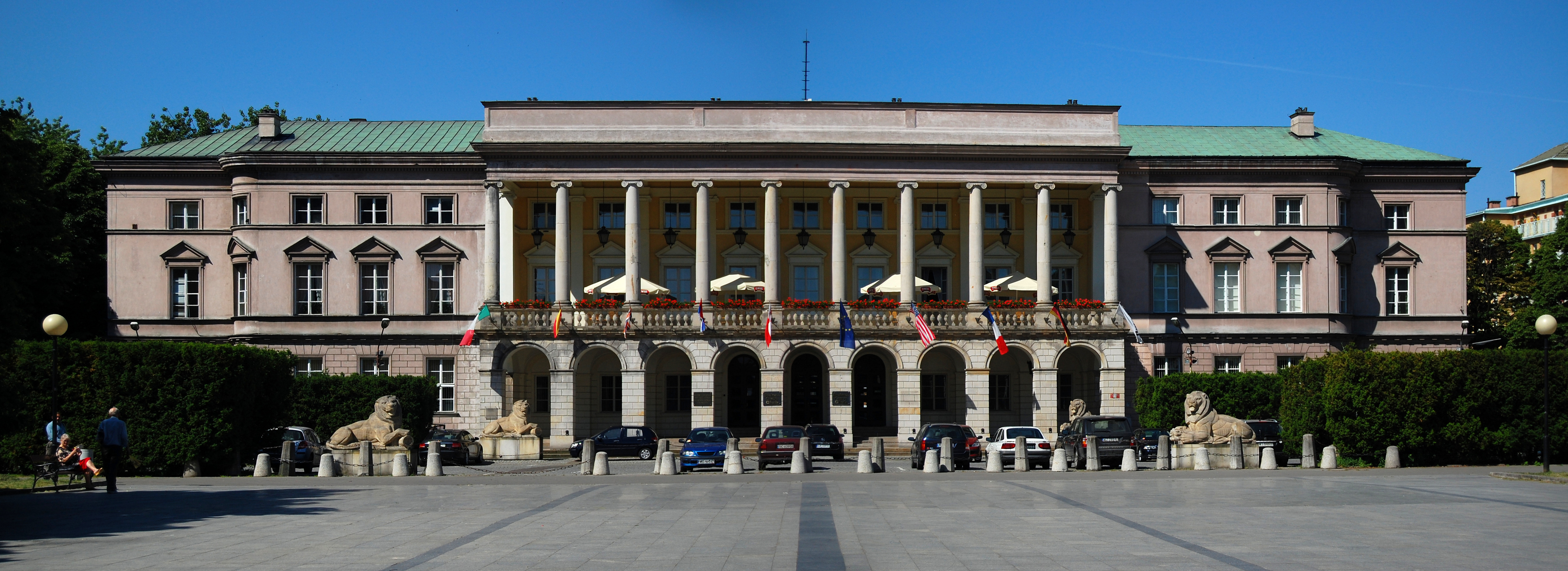
Lubomirski-Palast (Warschau)
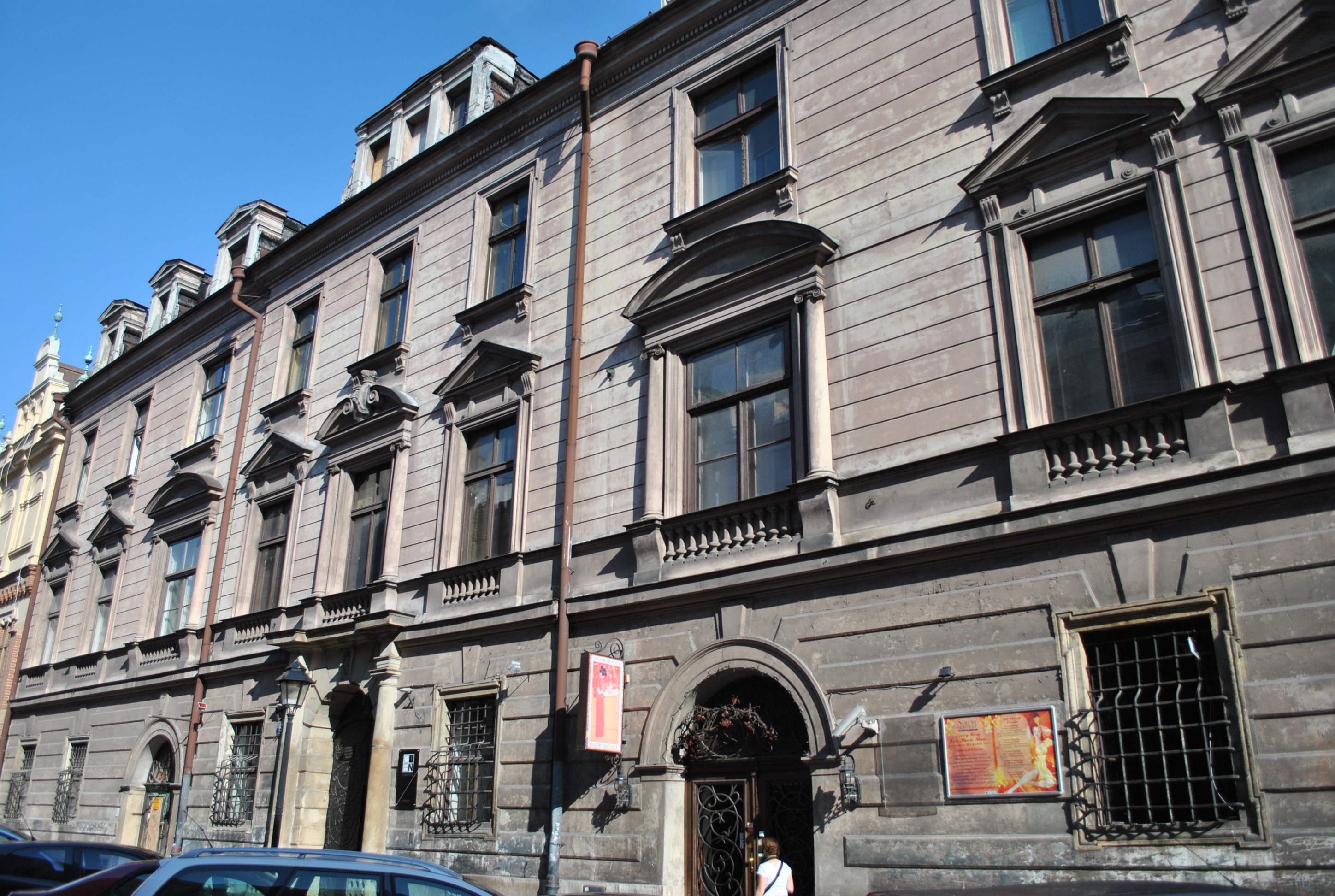
Lubomirski-Palais (Krakau)
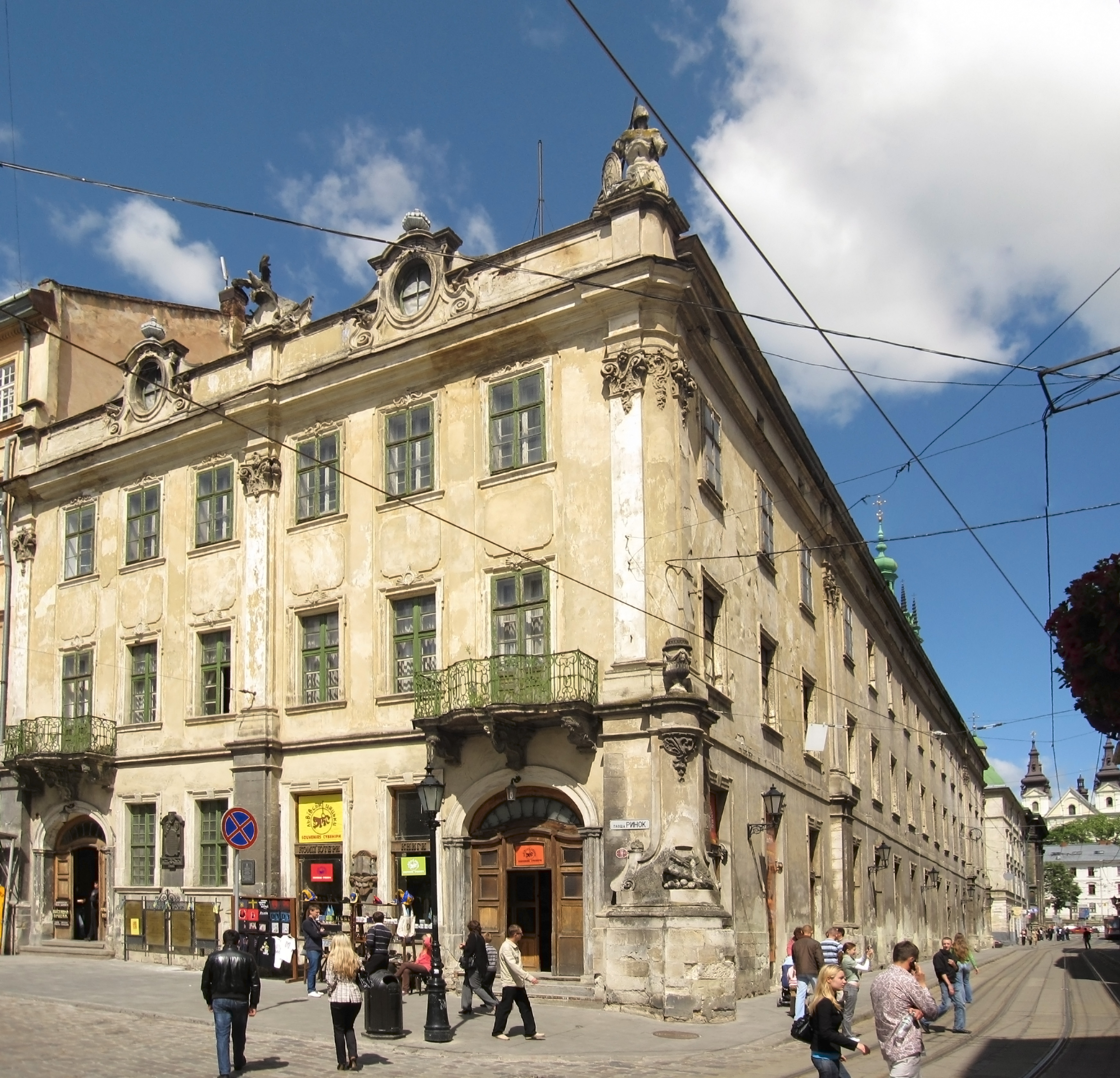
Lubomirski-Palast (Lwiw)
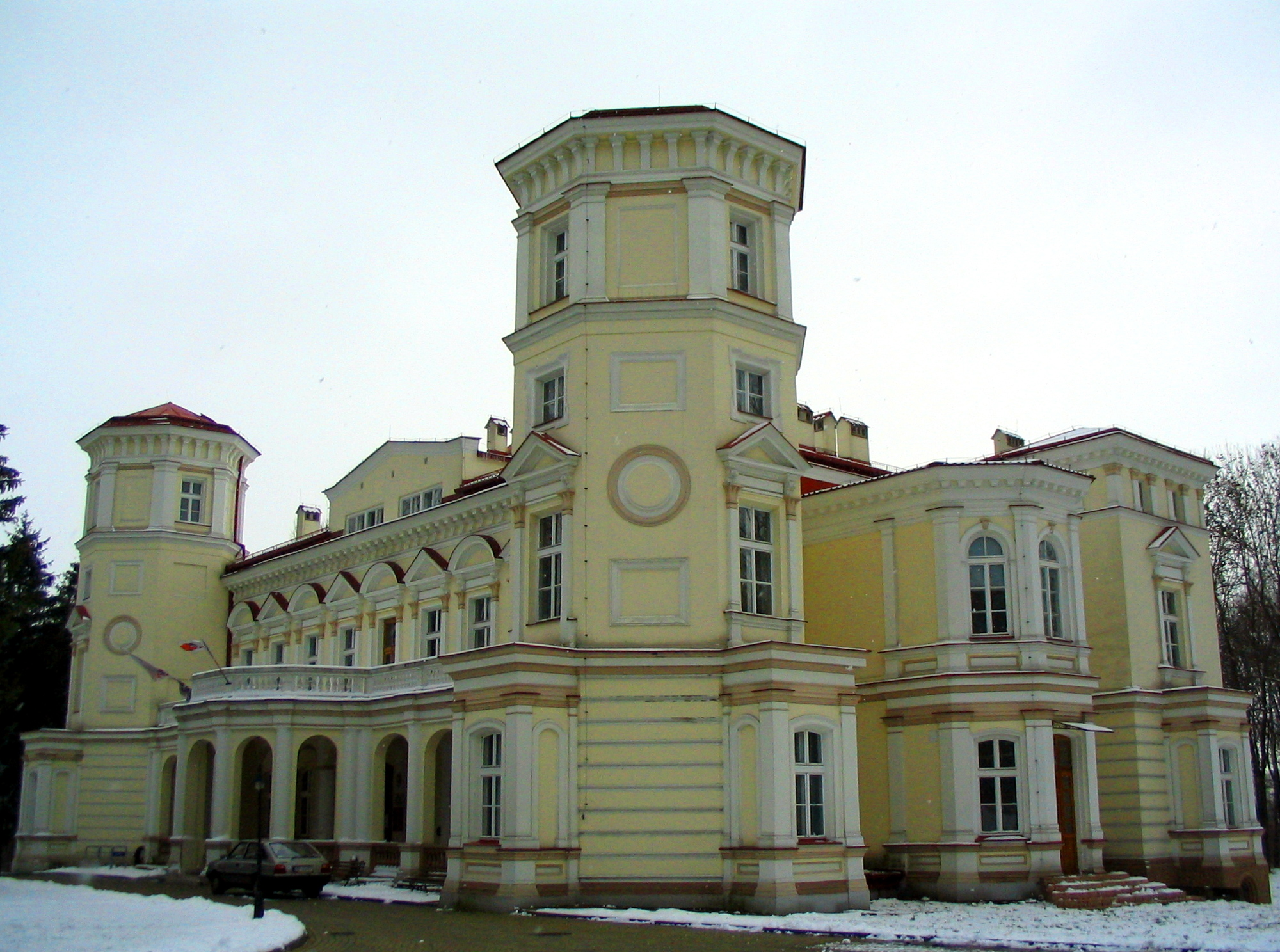
Lubomirski-Palais (Przemyśl)
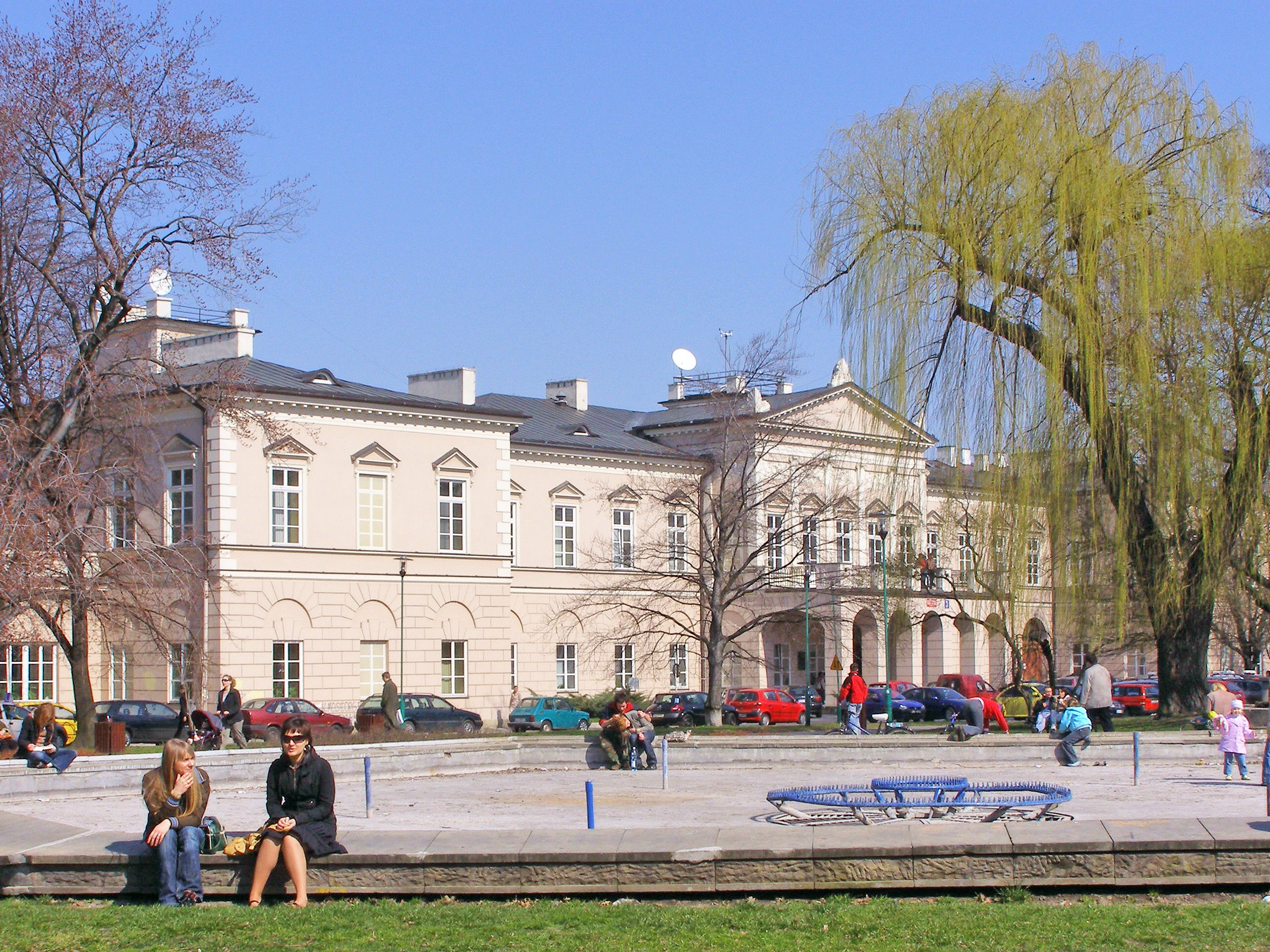
Lubomirski-Palast Lublin
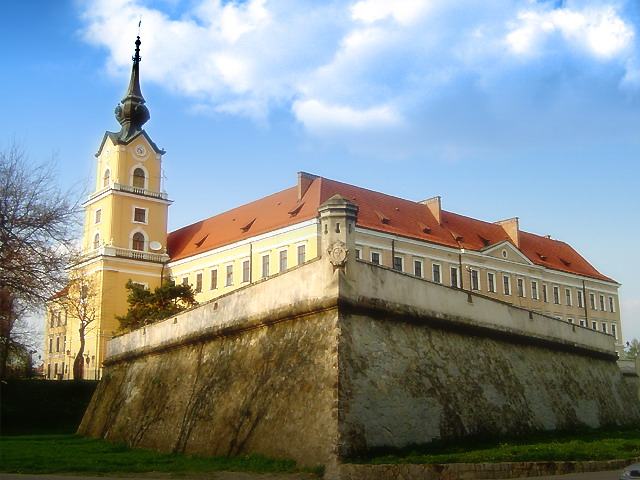
Rzeszów
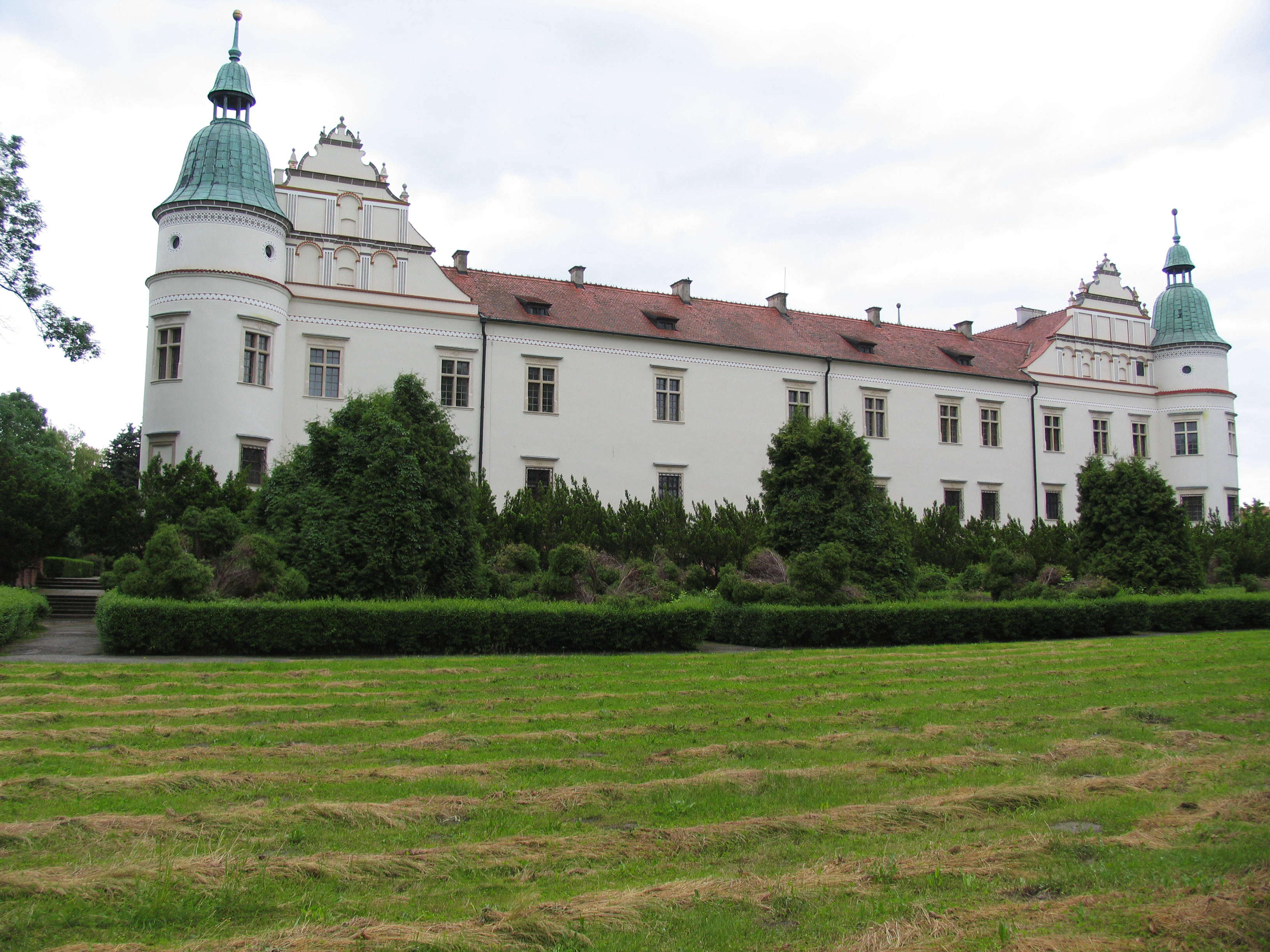
Baranów Sandomierski
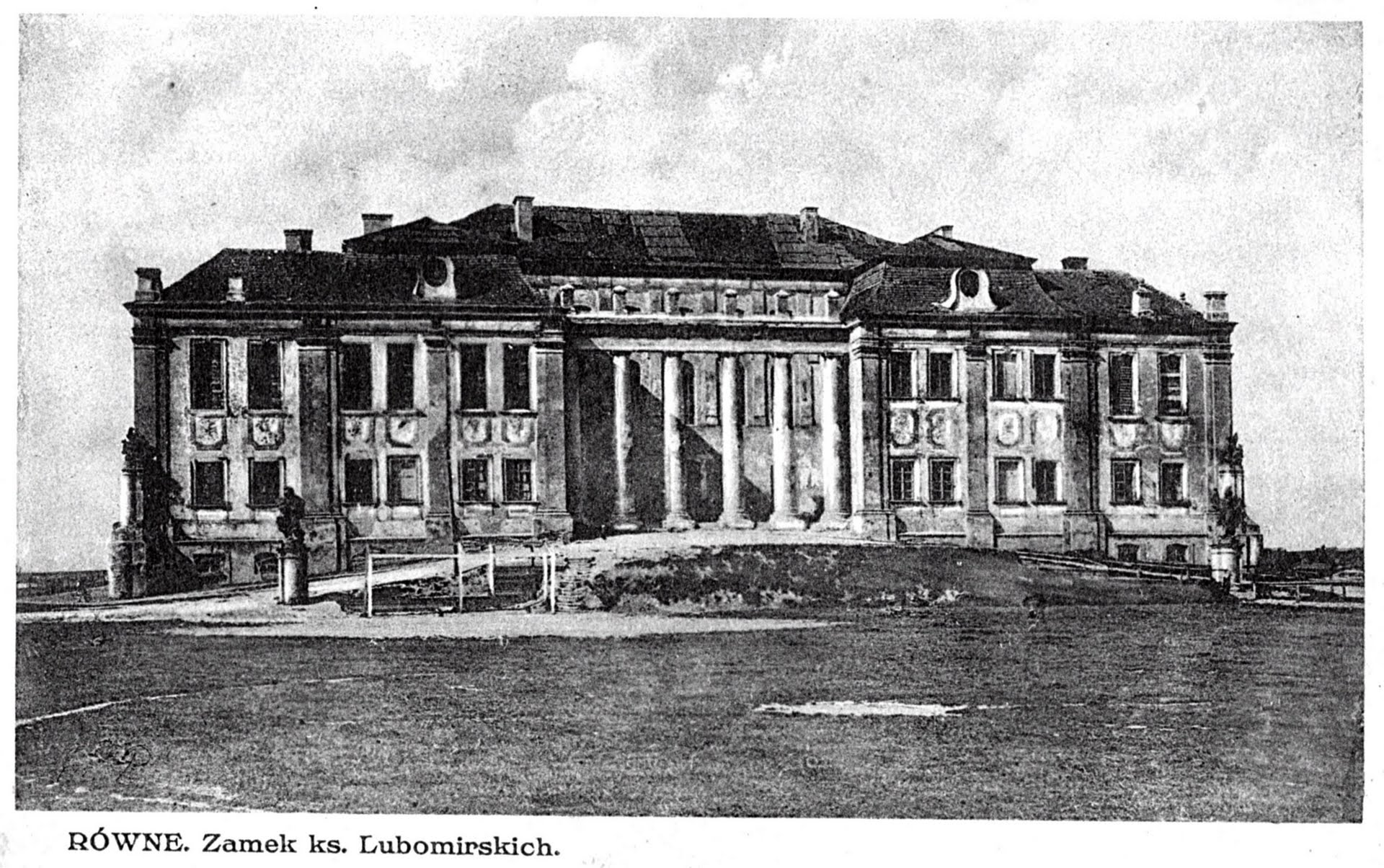
Równe
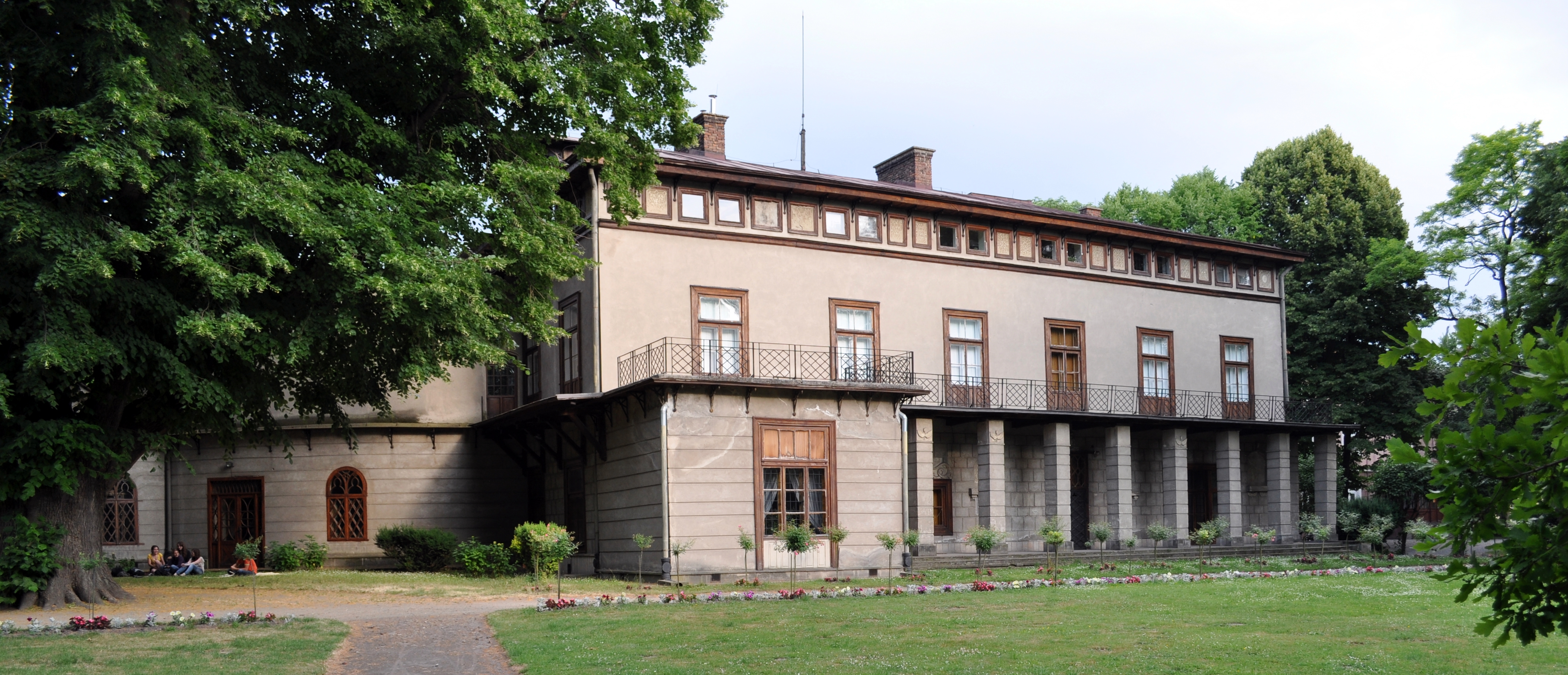
Przeworsk
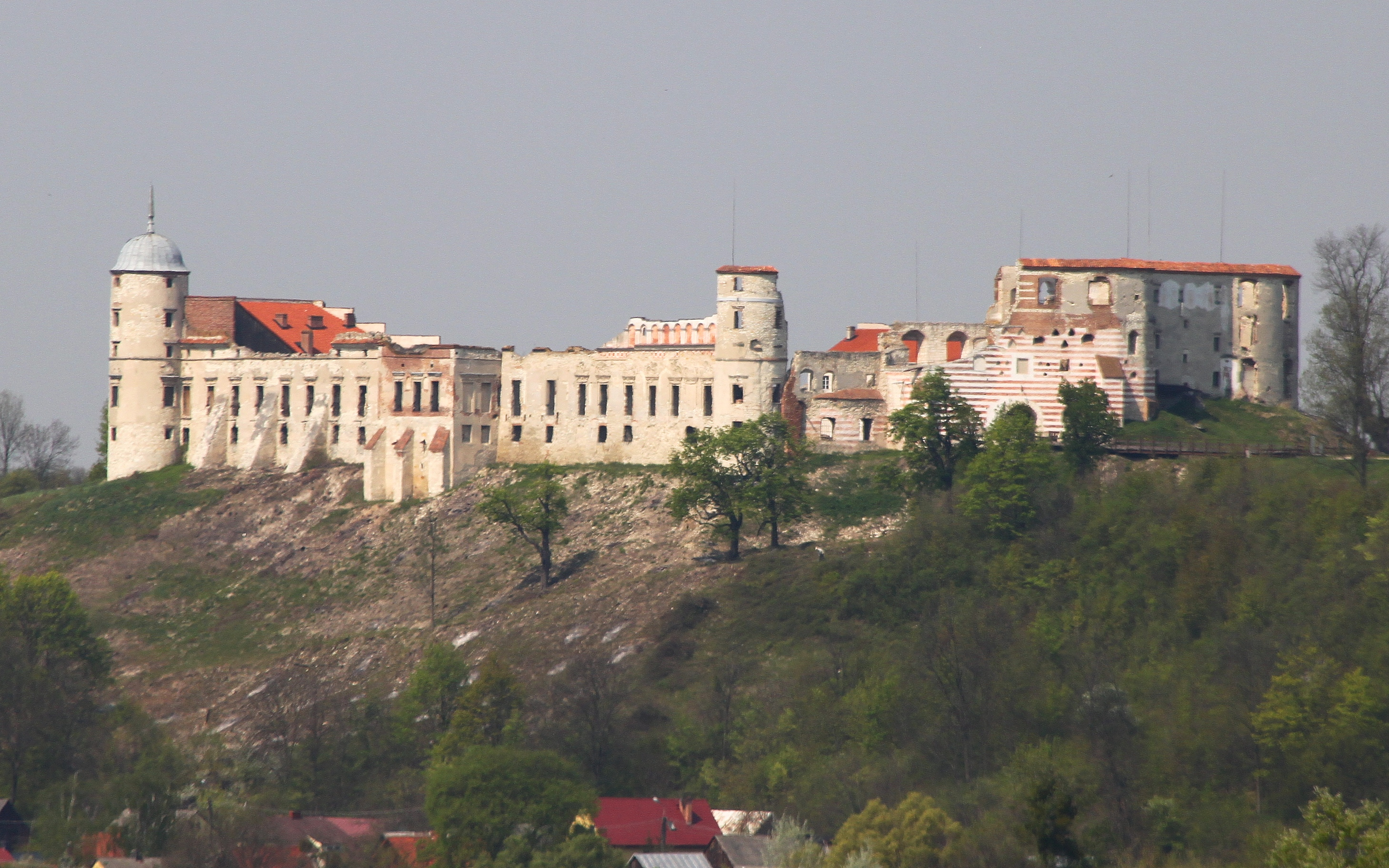
Janowiec (województwo lubelskie)

Die Mitglieder der Familie Lubomirski investierten in Grundbesitz und erwarben große Ländereien. Man strebte bewusst eine Konzentration des Landbesitzes an, da dieser ein einheitliches Ganzes werden sollte. Die territoriale Expansion begann auf dem angestammten Gebiet südlich von Krakau und richtete sich nach Osten. Die gemeinsamen Güter erreichten ihre größte Ausdehnung in Zeiten des Königs Stanislaus (verst. 1649). Dies war das drittgrößte Vermögen in der damaligen polnischen Republik, kleiner nur als das des Ostroger Majorats und die Güter der Familie Radziwiłł. Man erwarb das Eigentum an Grundstücken und pachtete reiche königliche Vermögen, wie die Starostei Zips, Sandomierz und Sacz. Die Einnahmen aus den vom König gepachteten Ländern waren vergleichbar mit denen aus privaten Ländereien.
Auf ihrem Landgut führten sie viele Erleichterungen und neue Lösungen ein. Ihre Bauerngüter stellten sie auf industrielle Produktion um. Sie bauten Zuckerraffinerien, Brennereien, Fabriken. Sie behandelten ihre Untertanen gleich, führten Gleichberechtigung ein, erlaubten den Juden, Grundbesitz in Privatstädten zu erwerben, Häuser zu bauen, verliehen ihnen Gerichtsberechtigungen. Sie gründeten Schulen und Krankenhäuser für die bäuerliche Bevölkerung, die aus privaten Einnahmen unterhalten wurden. In ihren Gütern stellten sie oft Personen aus dem niedrigsten Stand ein, kümmerten sich um deren Bildung und boten ihnen Wohnsitz, Kleidung und, wie damals üblich, zweimal im Jahr ausgezahlten Lohn an. Für treue Dienste gaben sie ihnen Güter in lebenslangen oder vererbbaren Besitz.

## Familienteilung
Diese zunächst wenig zahlreiche Familie vermehrte sich erheblich, was zur Teilung des gehaltenen Vermögens führte, aber auch einen leichteren politischen Start dank der Unterstützung zahlreicher Personen in Sejm und Senat oder am königlichen Hof ermöglichte. Die nächsten Familienvertreter konnten auch auf Unterstützung ihrer Verwandten bei politischen oder gerichtlichen Aktivitäten zählen.
Die Familie teilte sich in fünf Hauptlinien:
- Wiśnicz-Linie (von Alexander Michael, 1614–1677),
- Lańcuter-Linie (von Stanisław Herakliusz, 1642–1702),
- Przeworsk-Linie (von Alexander Michael, verst. 1675),
- Rzeszówer-Linie (von Hieronim Augustyn, ca. 1647–1706) und
- Janowiec-Linie (von Jerzy Dominik, 1665–1727).

Die zahlreichste Geschlechtslinie war die Przeworsker-Linie, die sich in drei Zweige unterteilte: dubrowieńsko-kruszyńska, równieńsko-przeworska und dubieńska. Zahlreiche Vertreter dieser Familienlinie sind heute noch am Leben.

## Erste Bürger des Freistaates Polen
Die Mitglieder des Hauses Lubomirski bekleideten die Ämter der Marschalle, Woiwoden und Hetmane. Vier Fürsten Lubomirski erhielten die Würde des Großen Kronmarschalls: Jerzy Sebastian, Józef Karol, Stanisław Herakliusz und Stanisław. Sie wirkten aktiv auf dem Feld der Politik, leiteten den polnischen Sejm, schufen ein privates Heer, erfüllten die Funktionen königlicher Gesandter an den Höfen in ganz Europa. Mehrmals hatten sie entscheidenden Einfluss auf die Wahl der einzelnen Monarchen. Sie waren auch Verteidiger des Adels, der ihnen oft seine Stimme während der Sejmtagungen und während der Königswahlen anvertraute. Jerzy Sebastian war Großmarschall und Kronhetman, dennoch entschied er sich, die Postulate des im Aufstand geeinten Adels zu unterstützen.
Die Vertreter des Geschlechts Lubomirski sorgten dafür, sich mit ebenso mächtigen und reichen Familien zu verbinden. Dies ermöglichte ihnen die Erweiterung privater Güter und die Übernahme eines Teils des Ostroger Landsgutes aufgrund der Kolbuszower Transaktion aus dem Jahre 1753. Stanisław Lubomirski (1583–1649) heiratete Zofia Ostrogska, Aleksander Michał Lubomirski heiratete Helena Tekla Ossolińska, Krystyna Lubomirska heiratete Albrycht Stanisław Radziwiłł, Józef Karol (1638–1702) war Ehemann von Teofilia Ludwika Zasławska, Teresa Lubomirska (verst. 1712) war Gattin von Karol Filip, des Neuburger Fürsten, und Marianna (1693–1729) Gattin von Paweł Karol Sanguszko, des litauischen Großmarschalls.

## Königliches Blut
Im Jahre 1647 erhielt die Familie Lubomirski in Person des Stanislaus Lubomirski von Kaiser Ferdinand III. den erblichen Titel des Fürsten des Heiligen Römischen Reiches deutscher Nation. Sie selbst waren auch Kandidaten für die polnische Krone. Der Großkronhetman Fürst Hieronim Augustyn war der wichtigste Kandidat zum polnischen Thron nach dem Tode des Königs Jan III. Sobieski. Fürst Teodor Konstanty (1683–1745), Krakauer Woiwode, bewarb sich nach dem Tode des Königs August II. des Starken um die Krone. Der Fürst Stanisław Lubomirski, Kijewer Woiwode, Marschall des Radomer Gerichtshofs, kandidierte im Jahre 1764 für den Thron. Die Fürsten Lubomirski bewarben sich auch um die Übernahme der böhmischen und ungarischen Krone. Jerzy Ignacy Lubomirski (1687–1753) warb um den ungarischen Thron. Die Krönung dieser Bewerbungen war die Würde des Fürstregenten durch Zdzisław Lubomirski in den Jahren 1917–1918.
Das Geschlecht der Fürsten Lubomirski ist mit fast allen in Europa herrschenden Dynastien verwandt, zum Beispiel mit den Bourbonen, Kapetingern, Ludolfingern, Wittelsbachern, Hohenzollern und den Rurikiden. Die Familie Lubomirski ist mütterlicherseits mit dem Geschlecht der masowischen Piasten verwandt. Zofia Lubomirska war Urenkelin von Anna Mazowiecka, Tochter von Konrad III. Rudy, dem masowischen Fürsten. Katarzyna Lubomirska (ca. 1585–1620) war Gattin von Konstanty Bazyl II., dem Ostroger Fürsten, der mit Bolesław IV., dem Nachkommen von Konrad Mazowiecki, eng verschwägert war.

## Berühmte Sieger
- Der Fürst Stanisław Lubomirski wurde berühmt durch seine Führung in der Schlacht bei Chocim im Jahre 1621 mit türkisch-tatarischen Kräften. Stanisław nahm anfangs an der Schlacht in den Reihen eines privaten Regiments teil, aber als der Hetman Karol Chodkiewicz starb und der Hetman Koniecpolski in Gefangenschaft geriet, übernahm er die Führung. Ziemlich schnell erreichte er die Beendigung der Belagerung. Die mehrtägige Schlacht bei Chocim endete mit der Abwehr der Türken am 10. Oktober 1621.
- Der Fürst Jerzy Sebastian Lubomirski (1616–1667) leistete als einziger polnischer Aristokrat dem schwedischen König Karl X. Gustav während des Schwedeneinfalls keinen Eid. Er bot Jan Kazimierz Zuflucht in seinem Landgut in Lubowla (heute Slowakei) an und begann eine Gegenoffensive der polnischen Armee. Er setzte sein privates Heer ein, welches bei Warka kämpfte und Warschau und Toruń, die von den Schweden besetzt waren, befreite. In der von ihm geführten Kampagne bot er Stefan Czarniecki seine Unterstützung. 1660 führte Jerzy Sebastian Lubomirski an der Spitze privater und königlicher Truppen eine Blitzkampagne durch, die mit der Niederlage russischer Streitkräfte bei Cudnowo und Połonka endete. Es war eine der am besten geführten Militärkampagnen im Europa des 17. Jahrhunderts. Im Jahre 1661 kam es zur Lockerung der Kontakte mit dem König, was zum Aufstand führte. Der Fürst zog sich nach Schlesien zurück und kämpfte, degradiert durch ein Sejmgericht um das Recht auf Ehrenrettung. Dies gelang seinen Söhnen. Die Lubomirski-Konföderation war eine von 1665 bis 1666 dauernde Rebellion gegen den polnischen König Johann II. Kasimir und seine Reformpläne (u. a. das Vivente Rege).
- Der Fürst Hieronim Augustyn, Mitglied des Johanniterordens opferte sein Leben im Kampf mit den Türken, einer Gefahr für Zivilisation und Kultur in ganz Europa. Er schlug den Kosakenaufstand unter der Führung von Piotr Doroszenko zurück. 1670 kämpfte er mit der Krimhorde bei Bracław und Kalnik. Während der Schlacht bei Wien im Jahre 1683 drangen seine Soldatenabteilungen als Erste an die Tore der Stadt vor. In der Zeit der Ersten Republik Polens waren acht Vertreter der Familie Generale. Zwei von ihnen beteiligten sich am Krieg mit dem zaristischen Russland, aus dem der Kościuszko-Aufstand hervorging.[15]

## Die Familie Lubomirski in der Geschichte Warschaus
Der Fürst Stanisław Herakliusz Lubomirski (1642–1702) stellte zum Umbau seiner zahlreichen Residenzen Tylman aus Gameren ein, den späteren Hofarchitekten des Königs Mikołaj Korybut Wiśniowiecki. Er war Besitzer der Residenzen in Puławy, Czerniaków (wo er Bernardinenkloster und -kirche stiftete) und in Ujazdów (heute Teil von Warschau). Gegen Ende des 17. Jahrhunderts errichtete er hier Bäder, die den Anfang des Wasserpalastes des Königs Stanisław August Poniatowski darstellten, und eine Ermitage – geplant als Ort für Meditation und Entspannung. Er war Freund mehrerer Künstler und Kunstmäzene in ganz Europa, wovon die erhaltene Korrespondenz zeugt. Er hatte Kontakte zum französischen und spanischen Hof sowie zu Mitgliedern der Familie Medici, was ihm die Führung zahlreicher Vermittlungen und Verhandlungen im Namen des polnischen Königs ermöglichte. Stanisław Herakliusz war auch ein talentierter Künstler, Vorläufer des polnischen Barocks in der Literatur. Er bediente sich verschiedener Sprachen, in seinen Werken verwendete er fast alle bekannten literarischen Formen, jedoch interessierte er sich am meisten für neue Strömungen, die aus Italien kamen. Sein philosophisches Werk „Rozmowy Artaksesa i Ewandra“ wurde in den Kanon altpolnischer Literatur aufgenommen und ist sogar Schullektüre.
Ein Beispiel der Organisation des genauen Zentrums der Hauptstadt stellt der Umbau des Palastes Pod Blachą [Blechpalast] dar, der Anfang des 18. Jahrhunderts von Jerzy Dominik Lubomirski in Auftrag gegeben wurde. Den Palast, der klassizistische Formen erhielt, gelegen auf der südlichen Seite des königlichen Schlosses, erwarb 1777 der König, der dort mit der Zeit seine Bibliothek unterbrachte.
Der vorherige Inhaber dieses Gebäudes war der Fürst Jerzy Marcin Lubomirski (1738–1811), der vor allem um das polnische Theater besondere Verdienste hatte. Er finanzierte die Aufführung heimischer als auch europäischer Theatervorstellungen und organisierte zahlreiche Konzerte, Bälle und Treffen. Die von ihm organisierten Feste waren Treffpunkte der Künstler und der Aristokratie aus ganz Europa, und er blieb im Gedächtnis der Bewohner der Hauptstadt als Veranstalter öffentlicher Feste mit Feuerwerken – Fokshali. Jerzy Marcin war auch Abenteurer und Teilnehmer der Barer Konföderation. Ab 1758 diente er in der preußischen und später russischen Armee. Von der Familie vom politischen Leben in Polen ausgeschlossen, blieb er der Geschichte als Musik- und Theaterliebhaber erhalten. Im Jahre 1777 finanzierte er die Herausgabe des Werkes „Świętoszek“ [Die Kabale der Scheinheiligen] von Molière, 1783 vermietete er ein Theaterprivileg und machte Wojciech Bogusławski zum Direktor des Theaters. Er eröffnete auch eine Ballett- und Schauspielschule für tausend Personen.
Izabela Lubomirska (1736–1816), Marschallfürstin, baute das Schloss in Łańcut um, sammelte Kunst und unterhielt Bibliotheken, die Hunderte von Kunstwerken aus ganz Europa und der Welt enthielten. Sie war politisch aktiv, in ihrem Besitz in Łańcut gewährte sie einem Teil des französischen Hofes während der Revolutionszeit Schutz. Sie baute ihre Residenzen aus und verwendete dabei oft neueste architektonische Lösungen. In ihren Gütern in Mokotów baute sie einen Palast. Diesem Ortsteil von Warschau gab sie den Namen, indem sie ihren Besitz Mon Coteau (Mein Hügel) nannte. Sie war Theaterfreundin und legte den Grundstein zum Bau des Nationaltheaters in Warschau. Sie unterhielt eine Reihe privater Bühnen in ihren Palästen. Der Begriff des Theaters hatte in der Geschichte eine viel breitere Bedeutung als heute. Er umfasste nicht nur Theaterstücke, sondern auch Oper, Kabarett und equilibristische Vorstellungen. Es war ein Medium, das sich stark auf die Sinne der Zuschauer auswirkte. Für die Fürstin Izabela schrieb Franciszek Karpiński „das Lied über die Geburt des Herrn“, bekannt unter dem Titel „Gott ist geboren“. Ihrer Tochter zu Ehren schrieb Cyprian Kamil Norwid einen Panegyrikus. Aus der Residenz in Łańcut brach Tadeusz Kościuszko auf, der sich nach Krakau begab und von dort den Aufstand im ganzen Lande begann.
Der Fürst Stanisław Lubomirski, Gatte von Izabela, ist als der Wirt von Warschau in die Geschichte eingegangen. Er führte hier die feste Straßenbeleuchtung ein und aus privaten Mitteln unterhielt er eine Polizeiabteilung. Er wollte vor allem für die Gesundheit der Einwohner von Warschau sorgen, deshalb entschied er sich, die Stadt auf beiden Weichselufern mit einem Erdwall zu schützen, der anfangs vor einer sich ausbreitenden Pestepidemie schützen sollte. Im Erdwall wurden nur drei Durchgänge eingelassen, in denen die die Stadt betretenden Menschen und Wagen kontrolliert wurden. Später diente der mit Geschützen verstärkte Damm zur Verteidigung der Hauptstadt während des Kościuszko-Aufstandes und des Novemberaufstandes. Das ganze 19. Jahrhundert hindurch markierte die Mauer die Stadtgrenzen. Mit einer Urkunde von 1770 führte dieser Fürst Straßennamen ein, was die Stadtverwaltung und das Funktionieren der Stadt erheblich erleichterte sowie die Meldeangelegenheiten ordnete und die Korrespondenz vereinfachte.

## Philanthropen und Mäzene
Die Familie Lubomirski übte, ähnlich wie andere reiche aristokratische Familien Künstler-, ein Kultur- und Wissenschaftsmäzenat aus. Im Familienschloss in Wiśnicz, das sich bis heute im Besitz der Familie befindet, sowie in Wilanów, Łazienki Królewskie, Łańcut oder Mokotów unterhielten sie eine private Theatergruppe, finanzierten Künstler, stifteten Sakralobjekte und sorgten für den Ausputz der Residenz. Der Umbau des Schlosses in Wiśnicz war das Werk von Maciej Trapola. Die Schlosskapelle wurde mit Stuckarbeiten von Giovanni Battisto Falconi geschmückt. Und Stanisław Lubomirski (1538–1649), der den Umbau des Schlosses finanzierte, stiftete auch zwanzig Sakralobjekte.
Der Fürst Marceli Lubomirski unterstützte mehrere Jahre das Werk des Dichters Cyprian Kamil Norwid. Er wurde von ihm in der Lektüre „Białe kwiaty“ [Weiße Blumen] verewigt. Der Fürst Józef Lubomirski (1751–1817) war Vorreiter der Industrialisierung des Landes und der Reformen, begabter Kommandant, Ritter des Weißen Adlers (höchste Staatsauszeichnung) und des heiligen Stanislaus. Er unterstützte die Verfassung vom 3. Mai.
Die Familie Lubomirski baute auf ihren Ländereien private Schulen für ihre Schützlinge. Die Ausbildung vertrauten sie oft dem darauf spezialisierten Piaristen- oder Jesuitenorden an. Die Familienmitglieder stifteten Klöster, Kirchen und andere Sakralobjekte. Der Fürst Stanisław Lubomirski stiftete das Karmeliterkloster in Wiśnicz, das bis heute eine Perle der Renaissancearchitektur in Polen ist. Viele Jahrzehnte unterstützten die Residenten des Schlosses in Wiśnicz das Kloster mit verschiedenen Legaten. Jerzy Dominik Lubomirski (ca. 1665–1727) schenkte dem Paulinenkloster auf Jasna Góra viele wertvolle Gegenstände, darunter liturgische Gefäße. Auf seine Initiative hin entstand das zum Kloster führende Haupttor. Es trägt den Namen Lubomirski-Tor.

## Kampf mit den Teilungsmächten
Nach 1795 engagierten sich die Fürsten Lubomirski in konspirativen und aufständischen Aktivitäten, obwohl sie dafür weitere Landgüter verloren. Der Fürst Jerzy Roman Lubomirski (1799–1865), Besitzer von Rozwadow, beteiligte sich an den Schlachten des November- und Januaraufstandes, und auf dem Gebiet ihrer Anwesen richtete er Krankenhäuser für Verletzte ein. Nach dem Scheitern des Aufstandes wurde sein Palast zum Ort geheimer Treffen polnischer Patrioten. Er war auf sozialem und wissenschaftlichem Gebiet tätig. Er unterhielt Trivialschulen und Armenheime und gründete zwei wissenschaftliche Stiftungen. Die erste Stiftung beschäftigte sich mit dem Erwerb von Untersuchungsgeräten und die zweite zeichnete polnische Autoren bedeutender wissenschaftlicher Arbeiten aus.
Sein Bruder Fürst Adam Hieronim Karol Lubomirski (1811–1873) wurde für die Teilnahme am Novemberaufstand mit dem Orden Virtuti Militari ausgezeichnet. Nach der Unterdrückung des Aufstands beraubte das zaristische Russland die Familie eines Teils des Vermögens.
Im Jahre 1823 übergab der Fürst Henryk Lubomirski (1777–1850) seine reichen Sammlungen (Bibliothek, Archivalien, Kunstwerke und andere Sehenswürdigkeiten, „Antiquitäten“ genannt) dem Ossoliński-Nationalinstitut in Lwów, das seit dieser Zeit zur in ganz Europa wichtigen und berühmten Wissenschafts- und Kulturanstalt wurde. Hier wurden humanistische Untersuchungen durchgeführt. Die vom Ossolineum im 19. Jahrhundert herausgegebenen Werke stellen weiterhin einen hohen Erkenntniswert dar. Das Ossolineum gab auch Quellen zur Geschichte Polens heraus. Ohne finanzielle und sachliche Unterstützung, die das Ossolineum vom Fürsten Lubomirski erhielt, wäre dieses Institut schon in der Anfangsphase gescheitert. Henryk Lubomirski war viele Jahre Verwalter dieser Anstalt. Er trug zur Entstehung des Museums der Fürsten Lubomirski bei – des ersten Privatmuseums in Polen, das für die Besucher allgemein zugänglich war. Besondere Vertrautheit entstand zwischen ihm und Zygmunt Krasiński. Die Gestalt des Fürsten wurde in dem Drama „Nie-Boska komedia“ in der Person von Orcio verewigt.
Der Fürst Henryk Lubomirski gründete im Jahre 1823 das Przeworsker Majorat. Infolge der Unabhängigkeitstätigkeit des Gründers wurde es von den Teilungsmächten erst nach seinem Tode legalisiert. 1869 wurde sein Sohn, der Fürst Andrzej Lubomirski zu seinem ersten Majoratsherrn.
Der Fürst Aleksander Lubomirski (1802–1893) stiftete Anstalten für arme Knaben im Stadtzentrum von Krakau (heute Sitz der Wirtschaftsuniversität) und Mädchen in Łagiewniki (heute Sanktuarium, sehr geschätzt vom seligen Johannes Paul II., wo die heilige Schwester Faustyna Offenbarungen hatte). In diesen Anstalten wurden die Jugendlichen auf das Erwachsenenleben vorbereitet. Kostenlos lehrte man praktische Berufe, die eine Beschäftigungsgrundlage in der Zukunft darstellen konnten.
Der Fürst Tadeusz Lubomirski (1826–1908) gründete den Warschauer Wohltätigkeitsverein. Er war langjähriger Präsident des ophthalmologischen Instituts in Warschau, das ophthalmologische Untersuchungen auf europäischem Niveau durchführte. Auf seine Initiative hin wurden spezielle Brigaden gebildet, die dabei geholfen haben, bei armen Menschen die Sehkraft zu heilen. Ihren Patienten erteilten sie kostenlose Beratung.
Während des Januaraufstands war der Fürst Mitglied der Nationalregierung von Romuald Traugutt, in der er die Funktion des Direktors der Innenabteilung ausübte. Für die antizaristische Tätigkeit wurde er in das tiefste Russland nach Nischni Nowgorod verbannt. Er unterstützte das polnische Schulwesen. Polnische Berufsorganisationen schützte er vor russischer und preußischer Konkurrenz und gründete Darlehenskassen. Er versuchte die während der Kriege von den Russen geraubte polnische Kunst zurückzugewinnen. Er erhielt unter anderem das Poniatowski-Denkmal, das vor dem Präsidentenpalast stand, und auch die Sigismundssäule, die er auch restaurierte. Er erwarb auch polnische Schlösser in Czersk und Iłża, um sie vor der Zerstörung zu bewahren. Im Jahr 1875 gründete er das Museum für Industrie und Landwirtschaft in Warschau (heute Sitz der Zentralen Landwirtschaftsbibliothek). Der Fürst eröffnete Abendschulen für Handwerker und Handwerksgesellen sowie Groschensparkassen für Arme. Er finanzierte die Veröffentlichung der Quellen zur Geschichte Polens, Branchenzeitschriften und organisierte unentgeltliche Bibliotheken.
Władysław Emanuel Lubomirski unterstützte das Zoologische Kabinett der Warschauer Universität. Er investierte in den Kauf der Lehrmittel, finanzierte die Reisen der Hochschulmitarbeiter, übergab seine Muschelkollektionen. Er selbst befasste sich vor allem mit Floristik, untersuchte das Verhalten von Pflanzen unter veränderten Klimabedingungen. Seine Sammlungen nutzt das Museum für Zoologie des Zoologischen Instituts der Polnischen Akademie der Wissenschaften bis heute.
Fürst Władysław Lubomirski (1866–1934) war Mäzen und Gründer der Künstlergruppe Junges Polen in der Musik. Um die Tätigkeit der Organisation zu erleichtern, gründete er eine Gesellschaft, die sich mit der Förderung talentierter, junger polnischer Künstler befasste. Mehrere Jahre finanzierte er die Ausbildung und förderte Karol Szymanowski, Artur Rubinstein und Grzegorz Fitelberg. Er finanzierte die Warschauer Philharmonie in einer Zeit, als zaristische Beamten deren Schließung planten.
Die Fürsten Władysław Lubomirski und Jan Tadeusz Lubomirski waren Initiatoren der Gründung des Familienvereins der Fürsten Lubomirski.
Fürst Stanisław Sebastian Lubomirski (1875–1932) gründete im Jahr 1910 die Warschauer Fluggesellschaft Aviata. Auf seine Initiative hin entstand in Polen die erste zivile Pilotenschule und eine Flugzeugfabrik. Der erste Flughafen von Aviata befand sich auf Pole Mokotowskie, einem auch vom zaristischen Heer besetzten Platz. Die Zustimmung zu dessen Nutzung erhielt der Fürst direkt von zaristischen Beamten.

## Der Fürstregent verkündet die Unabhängigkeit Polens
Am 7. Oktober 1918 wurde auf Initiative des Fürstregenten Zdzisław Lubomirski nach 123 Jahren die polnische Unabhängigkeitserklärung ausgerufen, veröffentlicht in Monitor Polski (Polnischer Monitor), dem Regierungsblatt, in dem allgemein bekannte, geltende Rechtsakten veröffentlicht wurden und werden.
Der Fürstregent Zdzisław Lubomirski (1865–1943) war langjähriger Präsident der Stadt Warschau und Politiker. Als Vorsitzender des Bürgerkomitees und Präsident von Warschau baute er die Selbstverwaltung aus, organisierte Interventionsarbeiten, Darlehenskassen, kümmerte sich um Krankenhäuser und die Wohnbedingungen der Warschauer. Mit seiner Tätigkeit bestimmte er die Arbeitsrichtung für weitere Politiker des unabhängigen Staates. 1926 übernahm er die Rolle des Vermittlers zwischen den Konfliktparteien. In den 1930er-Jahren war er Senator, arbeitete im Ausschuss für auswärtige Angelegenheiten und im Militärausschuss. Während des Zweiten Weltkrieges wurde er gefangen genommen und von der Gestapo gefoltert und starb infolge der im Gefängnis erlittenen Verletzungen.
Auf Initiative des Fürstregenten wurden schon während des Ersten Weltkrieges die Grundlagen der polnischen Verwaltung geschaffen. Die bestehenden Ämter wurden von den Besatzern übernommen und neue Organe gebildet. Die Institutionen erwiesen sich als stabil und funktionierten in den 1920er-Jahren, oft arbeiteten dort die gleichen Leute.

## Zwischenkriegszeit
In den Jahren 1919 bis 1939 übten die Fürsten Lubomirski die Rolle von Sejmabgeordneten und Senatoren aus und arbeiteten in Ministerien. Sie engagierten sich auch im Prozess der Industrialisierung des Staates, gründeten Bankinstitutionen und Darlehenskassen, die den Ärmsten billige Kredite gewährten. Sie waren aktiv in Bildungsorganisationen, gründeten und finanzierten Schulen. Sie gehörten auch den Schlüsselorganisationen an, die sich mit der Modernisierung von Straßen, Eisenbahn und Luftschifffahrt befassten. Sie beteiligten sich auch am Wiederaufbau der polnischen Armee, beschäftigten sich mit polnischer Kultur und arbeiteten für das Gemeinwohl.
Fürst Stefan Lubomirski (1862–1941) war Initiator der Gründung des Polnischen Komitees der Olympischen Spiele (später Polnisches Olympisches Komitee) und Mitglied des Internationalen Olympischen Komitees. Er war auch der erste Präsident des Polnischen Olympischen Komitees. Der folgende Präsident war sein Cousin, Fürst Kazimierz Lubomirski. Die Leidenschaft des Fürsten Stefan war die Zucht von Rennpferden. Im Gutshof Widzów bei Tschenstochau gründete er mit seinen Brüdern das modernste Pferdegestüt in Polen.
Stefan Lubomirski war Inhaber der Gesellschaft der Warschauer Zufahrtsbahn, die folgende Schmalspurbahnen schuf: die Grójecer Schmalspurbahn für Personen und Güter, die Jabłonna-Schmalspurbahn und die Wilanower Schmalspurbahn. Die Eisenbahn stellte ein modernes Transportmittel dar, welches den Einwohnern der Hauptstadt die Zufahrt zu den in der Region befindlichen Fabriken und den Einwohnern der vorstädtischen Gebiete die Zufahrt zur Hauptstadt ermöglichte. Die von Lubomirski gebauten Bahnlinien funktionierten auch während des Zweiten Weltkrieges, sie stellten die Versorgung der von den Besatzungsmächten kontrollierte Stadt sicher und beförderten die Arbeiter in die Warschauer Büros und Fabriken.
Fürst Stanisław Sebastian Lubomirski gründete auch den Zentralverband der polnischen Industrie „Lewiatan“, dessen Präsident er seit 1932 war. Der Verband förderte die Ideen der Industrieentwicklung – Senkung der Steuern, Einführung von Sozialleistungen für die Arbeiter und Erhöhung der Staatsbeihilfe für die Industrie. Die Mitglieder der Organisation saßen in Parlament und Senat, waren Mitglieder mehrerer Regierungen der Zweiten Polnischen Republik und anderer staatlicher Institutionen. Sie verfügten über eine ausgebaute Informationsbasis – sie gaben drei Zeitschriften heraus: „Przegląd Gospodarczy“, „Kurier Polski“ und „Depesza“. Der Fürst gründete die Bank Przemysłowy Warszawski S. A., war Präsident der Bank Handlowy in Warschau, des Zentralverbandes der Polnischen Industrie, des Verbandes Polnischer Banken, des Vereins Polnischer Industrieller. Er widmete sein Leben dem Kampf um die Unabhängigkeit der polnischen Wirtschaft von den Einflüssen der Besatzungsmächte und nach der Rückgewinnung der Unabhängigkeit von den Einflüssen der Nachbarländer.

## Zweiter Weltkrieg. Bewaffneter Kampf
Fürst Stefan Lubomirski (1898–1948) war während der Okkupation Mitglied des Polnischen Westbundes. Er befand sich auf der Liste der zu Erschießenden, floh jedoch nach Krakau, wo er sich versteckte. Für die Führung eines Geheimlagerhauses der Arzneien für die Polnische Heimatarmee wurde er verhaftet und im Gefängnis Montelupich festgehalten. Nur knapp entging er der Erschießung. Als die Okkupanten dieses Arzneilager entdeckten, setzten sie das Datum des Transports der gesamten Familie in das Konzentrationslager Auschwitz fest.
Fürst Eugeniusz Lubomirski (1895–1982) wurde vom NKWD verhaftet, saß im Lubjanka-Gefängnis, wo er General Anders kennenlernte. Während der langen Kämpfe des Generals wurde er zu dessen Adjutanten. Er kämpfte an seiner Seite auf dem Gebiet von ganz Europa, auch während der Schlachten am Monte Cassino. Schließlich erreichte er Großbritannien. Er war Kandidat für den polnischen Präsidenten im Exil.
Fürst Hieronim Lubomirski wurde im Alter von 17 Jahren während der Aktion der Befreiung von Jan Bytnar (Pseudonym „Rudy“) aus dem Pawiak-Gefängnis, ermordet. Dieses geschah am 26. März 1943. Diese Aktion wurde von einem speziellen Zweig der Sturmgruppen der Grauen Reihen (Szare Szeregi) organisiert und war der Beginn der Zusammenarbeit der Grauen Reihen mit der Polnischen Heimatarmee (Armia Krajowa) im Bereich der Befreiung der Gefangenen und der Bestrafung der Gefängnisbehörden der Besatzer.
Fürst Jerzy Ignacy Lubomirski (1882–1945) war in der lokalen Umgebung sehr aktiv. Er begab sich nach Wien, um die Angelegenheit des Baus der Brücke über den Fluss San zu erledigen. Während des Krieges half er Kriegsgeschädigten. Im Jahr 1944 wurde er verhaftet und im Gefängnis von Tarnobrzeg gefoltert, schließlich vom Sicherheitsamt [UB] als Mitglied der Polnischen Heimatarmee ermordet.
Während des Zweiten Weltkrieges und nach seiner Beendigung wurde die Familie Lubomirski oft von Gestapo, NKWD und Sicherheitsamt [UB/SB] belästigt und überwacht. Das Familienvermögen wurde beschlagnahmt und die Fürsten aus ihren Familienhäusern vertrieben.

## Gegenwart
Die karitativen Traditionen des Geschlechts werden von seinen Angehörigen fortgesetzt, welche die Fürst-Lubomirski-Stiftung bilden. Diese Organisation fördert die Entwicklung polnischer Kunst und Wissenschaft, entwickelt Medizin- und Bildungsprojekte. Der Tätigkeitsumfang dieser Organisation ist sehr breit, von der Unterstützung ökologischer Bauweise über die Finanzierung von Stipendien für Studenten, den Kauf von Computer- und Medizingeräten bis hin zum Wiederaufbau besonders wertvoller Denkmäler. Präsident der Stiftung ist Prinz Jan Lubomirski-Lanckoroński.

## Namensträger
- Aleksander Michał Lubomirski (1614–1677), polnischer Magnat und Staatsbeamter (Mundschenk der Königin, Großstallmeister der polnischen Krone, Woiwode und Starost)
- Jerzy Sebastian Lubomirski (1616–1667), polnischer Magnat, Feldherr (Feldhetman der polnischen Krone) und Staatsbeamter (Starost, Großmarschall-[Minister des Inneren], Hofmarschall- und Vizekanzler der polnischen Krone)
- Józef Karol Lubomirski (1638–1702), polnischer Magnat und Staatsbeamter (Großmarschall-[Minister des Inneren], Hofmarschall- und Großstallmeister der polnischen Krone)
- Hieronim Augustyn Lubomirski (1647–1706), polnischer Magnat, Feldherr (Feld- und Großhetman der polnischen Krone), Staatsbeamter (Wojewode, Kastellan, Starost, Großschatzmeister-, Hofmarschall-, Großbannerträger der polnischen Krone) und Ritter des Malteserordens
- Jerzy Dominik Lubomirski (1654–1727), polnischer Magnat und Staatsbeamter (Woiwode, Starost, Hofkämmerer der polnischen Krone) ⚭ Katharina von Altenbockum
- Georg I. Alexander von Lubomirski (1669–1735), kaiserlicher Feldmarschalleutnant
- Theodor Lubomirski (1682–1745), Krakauer Woiwode, kaiserlicher Generalfeldmarschall
- Theresa Katharina Lubomirska (1685–1712), durch Heirat mit Karl III. Philipp, Kurfürstin der Kurpfalz
- Stanisław Lubomirski (1583–1649), polnischer Magnat und Staatsbeamter
- Alexander Jakob Lubomirski (1695–1772), polnischer und sächsischer General
- Stanisław Lubomirski (1704–1793), polnischer Magnat und Staatsbeamter
- Georg Martin Lubomirski (1738–1811), polnischer Generalleutnant
- Rozalia Lubomirska (1768–1794), polnische Adlige zur Zeit der Französischen Revolution
- Joseph Lubomirski (1838–1911), Groß-Kammerherr des russischen Zaren Nikolaus I.
- Zdzisław Lubomirski (1865–1943), polnischer Aristokrat, Großgrundbesitzer und Politiker
- Stanisław Lubomirski (1875–1932), polnischer Unternehmer, Gründer des ersten polnischen Flughafens